# Abbaye Notre-Dame de Mureau
Pour les articles homonymes, voir Abbaye Notre-Dame.
L'ancienne abbaye Notre-Dame de Mureau est une fondation de l'ordre des prémontrés antérieure à 1147. Ses vestiges sont situés sur le territoire de la commune de Pargny-sous-Mureau à l'ouest du département des Vosges en Lorraine.

## Historique
La fondation est due à des moines prémontrés issus de l'abbaye de Septfontaines. Cette première fondation était un monastère double accueillant aussi des femmes. L'édifice, bien que fortifié par une tour massive à la fin du XIVe siècle, fut endommagé à la guerre de Cent Ans. À partir de 1541, l'abbaye connut le régime de la commende.
Il y eut également une reconstruction sous l'abbé commendataire Éric de Lorraine à la fin du XVIe siècle. Ce dernier établit la séparation des menses, reconstitua le patrimoine de Mureau qu'avaient dilapidé les précédents abbés commendataires, et introduisit la réforme conventuelle. En 1621, Mureau rejoignit la congrégation de l'Antique Rigueur.
L'abbaye fut presque entièrement reconstruite en 1769-70. Supprimée en 1790 au début de la Révolution française, l'abbaye fut détruite à l'exception d'une imposante tour-porche et de deux arcades du cloître. Une ferme est édifiée avec des vestiges à proximité immédiate du site.
Une description précise du site fut effectuée par l'architecte François-Nicolas Lancret en 1770. Lors de sa suppression, l'abbaye de Mureau comptait 13 chanoines et disposait d'une bibliothèque de 4 660 volumes, qui passèrent à la Bibliothèque municipale de Neufchâteau.